# Eugen von Bassus
Eugen Freiherr von Bassus (* 27. Juli 1838 in Augsburg; † 30. Juli 1894 in Sandersdorf) war ein bayerischer Großgrundbesitzer.

## Leben
Bassus stammte aus dem uradligen italienischen Bündner Geschlecht, das im 14. Jahrhundert nach Poschiavo und 1611 nach Bayern kam. Seine Eltern waren der Kammerherr und Gutsbesitzer Maximilian Freiherr von Bassus und seine Frau Eugenie Freiin von Schnurbein.
Eugen von Bassus bestand 1858 am Gymnasium bei St. Anna (Augsburg) das Abitur. Er immatrikulierte sich an der Ludwig-Maximilians-Universität für Rechtswissenschaft und wurde am 9. Dezember 1858 im Corps Franconia München aktiv. Er wurde am 25. Juli 1859 recipiert und am 11. März 1861 philistriert. Da sein Vater früh starb, übernahm er bald die Verwaltung seiner umfangreichen Güter. Er wurde Landrat des Kreises Oberpfalz. Als Kammerjunker und später als königlich bayerischer Kammerherr lebte er im Sommer auf Schloss Sandersdorf, im Winter in München. Er starb an einem auf der Jagd erlittenen Schlaganfall und wurde in München beerdigt.
Verheiratet war er seit 1868 mit Charlotte geb. Gräfin von Berchem auf Schloss Hofhegnenberg in Mittelfranken.